# Красавица и Чудовище (фильм, 1978)
«Красавица и Чудовище» (чеш. Panna a netvor) — чехословацкий фильм, снятый режиссёром Юраем Герцом по мотивам одноимённой сказки Жанны-Мари Лепренс де Бомон.

## Сюжет
По всей округе ходят слухи о кровожадном монстре, который убивает заплутавших путников. Люди боятся наведываться в лес.
Купец собирается выдать замуж двух старших дочерей, но на свадьбу не хватает денег, и тогда ему приходится продать портрет покойной жены. По пути он попадает в полуразрушенный замок, где вокруг ни души. Некто угощает его и даже даёт дорогие украшения и деньги взамен портрета, который купец намеревался продать. Обрадованный, он спешит домой, но срывает в саду одну розу для младшей дочери Юлии. Тотчас на его плечо опускается тяжелая когтистая лапа и раздраженный голос говорит, что напрасно он был с ним так гостеприимен и надо было оставить его в лесу на растерзание волкам. Купец испуганно оборачивается и видит перед собой чудовище, которое не скрывая раздражения говорит, что он дал ему пищу и деньги, а тот без разрешения сорвал его розу и теперь будет убит. Купец объясняет, что сорвал розу для младшей дочери Юлии и просит разрешения повидаться с дочерьми перед смертью. Чудовище отпускает его при условии, что либо он либо кто-то из дочерей по своей воле придёт к нему.
Дома купец вынужден рассказать о произошедшем с ним в замке, Юлия решает пожертвовать собой ради отца и отправляется к чудовищу. В ожидании чудовище долго рассматривает портрет её матери, и внезапно внутренний голос сообщает ему, что он должен быть безжалостен. Монстр выкрикивает: "Молчи!", однако затем всё же когтями разрывает полотно. В этот момент к замку на лошади подъезжает Юлия и заходит внутрь. Выпив вино, в которое слуги монстра (демоны небольшого роста и жутковато вида) подмешали снотворное, она падает без чувств. Тут же появляется хозяин: чудовище, у которого ноги человека, а все что выше пояса похоже на птицу: огромные когтистые лапы, птичья голова с громадным клювом, перья. Чудовище протягивает лапу к её шее, намереваясь её задушить, но в последний момент меняет решение и выбегает из замка. Его внутренний голос требует убить девушку, убеждая, что иначе она погубит его. Не в силах совладать с жаждой крови, монстр вскакивает на лошадь и отправляется охотиться. Из-за того, что у него нижняя часть тела человеческая он прекрасно держится в седле и отлично охотится на оленей, разрывая их своими когтистыми лапами. Вернувшись после охоты в замок, монстр опять вступает в перепалку со своим внутренним голосом и неохотно соглашается убить девушку этим вечером.
Вечером, во время общения с ней, монстр с удивлением узнает, что её отец ничего не рассказал ей о внешнем виде чудовища. Она думает, что он обычный человек, только несколько странный. Монстр запрещает ей оборачиваться и смотреть на него. После чего уходит, оставив её в живых, но обещая приходить к ней каждый вечер.
На протяжении того времени (проходит по меньшей мере год), когда Юлия «гостит» в замке, чудовище постепенно влюбляется в неё. Монстр испытывает огромные муки, так как внутренний голос постоянно напоминает ему о его внешности и о том, что как только она его увидит, то он будет мгновенно ею отвергнут. Но Юлия также привыкает к его общению, ей нравится его голос, его манера речи и она начинает понимать, что любит его. У нее возникает желание поставить зеркало, чтобы посмотреть на отражение хозяина замка. Однако, в последний момент, она отказывается от своего замысла. В один из вечеров, Юлия обидевшись, что хозяин, несмотря на своё радушие, никогда с ней не ужинает, настойчиво предлагает ему выпить с ней. Он, стоя за ее спиной, соглашается взять у нее из рук бокал с вином. В момент передачи бокала она хватает его за руку, которая тут же превращается в человеческую. Ошеломлённый монстр в панике убегает к себе в комнату и долго рассматривает свои руки, понимая, что верхняя часть тела (кроме головы) тоже стала человеческой. Внутренний голос злорадно сообщает ему, что теперь он непонятно кто: "не птица, не зверь, не человек", что с такими руками он не сможет нормально охотиться и добывать пищу, что он обречен на смерть.
На следующее утро, монстр изменив своей привычке приходить к Юлии по вечерам, приходит к Юлии утром, объясняется ей в любви, произнеся фразу: "Женщина способна сделать мужчину, которого любит, прекрасным". Юлия требует у него показать лицо, но (как и прежде) получает отказ. Тогда она все же смотрит в зеркало, видит его отражение и начинает кричать от ужаса. Чудовище хочет уйти, сообщая что любит её, но не достоин её и больше никогда не появится у нее на глазах, но она требует, чтобы он остался.
Юлия упрекает его в малодушии, в том, что он не смог сразу ей открыться, что он ей лгал всё это время. На это монстр отвечает, что если бы он открылся сразу, то она сбежала бы в первую же ночь и ему пришлось бы её убить. Заливаясь слезами, Юлия отвечает, что не верит тому, что он только что сказал. Монстр повторяет, что любит её. Она смотрит ему в "лицо", но не в силах выдержать его вид, просит, чтобы он ушёл. Уходя, монстр сообщает ей, что через дверь на террасе, она мгновенно сможет вернуться к своему отцу и он не будет ей в этом препятствовать.
Вечером Юлия впервые заходит в комнату к чудовищу, надеясь застать его там, но его там нет. Она рассматривает его комнату, видит все до единого разбитые зеркала и находит разорванный портрет своей матери. После этого она принимает решение уйти через волшебную дверь. Чудовище, находясь неподалеку, с тоской смотрит как она уходит. Габинка и Малинка, давно считавшие Юлию погибшей, поражены её красивым нарядом и украшениями. Добрая девушка без колебаний отдаёт завистливым сёстрам и колье и платье, но на сёстрах подарки чудовища превращаются в лохмотья (платье) и в глину (колье). Купец радуется встрече с младшей дочерью.
Находясь дома, Юлия понимает, что влюблена в чудовище и не может без него жить. Он также страдает без неё. Кроме того, он не может добывать себе пищу ("с человеческими руками я не могу убить даже теленка"), слуги покинули его, а внутренний голос сводит его с ума, постоянно твердя ему, что он смешон ("У тебя есть глаза, но ты никогда её не увидишь. У тебя есть руки, но кого ты обнимешь ими?"). В состоянии аффекта чудовище пытается поджечь замок. Затем находит разорванный портрет матери Юлии (на которую Юлия очень похожа), пытается его склеить, произносит: "Я люблю её" и падает без чувств.
Юлия не в силах бороться с чувствами. Она возвращается в замок, заходит в комнату к чудовищу, и находит его без сознания. Она бросается к нему и просит его прийти в себя, заявляя, что ей неважно какая у него внешность. Она плачет и произносит ту фразу, которую он когда-то сказал ей: "Женщина способна сделать мужчину, которого любит, прекрасным." После этого чудовище приходит в себя, окончательно принимая человеческий облик. Он обращается к ней по имени, на что она отвечает: "Это твой голос, твои глаза. Да, это ты".

## В ролях
- Здена Студенкова[чеш.] — Юлия
- Властимил Харапес[чеш.] — Чудовище
- Вацлав Воска[чеш.] — отец Юлии
- Яна Брейхова — Габинка, сестра Юлии
- Зузана Коцурикова[чеш.] — Малинка, сестра Юлии

## Номинации и награды
- 1979 — приз в категории «Лучшая режиссёрская работа» Международного кинофестиваля в Сиджесе (Каталония, Испания)
- 1982 — номинация и 2-е место в категории «Лучший фильм» кинофестиваля «Фанташпорту» (Португалия)[3]